# 格拉汉姆·摩尔
葛拉罕·摩爾（Graham Moore，1981年10月18日—）是一位美国作家与编剧，成名于2010年发表的处女作书籍 The Sherlockian，位列纽约时报畅销书榜。编剧代表作为2014年历史传记片《模仿游戏》，为其赢得第87届奥斯卡金像奖、美国编剧工会奖、卫星奖最佳改编剧本奖，以及第72届金球奖最佳剧本提名、英国电影学院奖最佳改编剧本提名。

## 生平
摩尔生于芝加哥的一个犹太人家庭，父母亲都是律师，在其幼时父母离婚。1999年毕业于哥伦比亚大学的宗教历史专业。后来曾在音乐行业任音频工程师。
目前他居住在洛杉矶。
在第87届奥斯卡金像奖获奖发言中，摩尔表示在他16岁时曾有过自杀倾向。